# Masseria Torre Bianca
Masseria Torre Bianca este o arie protejată (arie specială de conservare — SAC, sit de importanță comunitară — SCI) din Italia întinsă pe o suprafață de 583 ha, integral pe uscat.

## Localizare
Centrul sitului Masseria Torre Bianca este situat la coordonatele 40°31′15″N 17°18′26″E / 40.520833°N 17.307222°E.

## Înființare
Situl Masseria Torre Bianca a fost declarat sit de importanță comunitară în iunie 1995 pentru a proteja 1 specie de animale. Situl a fost protejat și ca arie specială de conservare în martie 2018.

## Biodiversitate
Situată în ecoregiunea mediteraneană, aria protejată conține 1 habitat natural: Pseudostepă cu ierburi și specii anuale de Thero-Brachypodietea.
La baza desemnării sitului se află o specie protejată de  reptile: șarpele cu patru dungi (Elaphe quatuorlineata).
Pe lângă speciile protejate, pe teritoriul sitului au mai fost identificate 3 specii de reptile.